# Eugnophomyia flammeithorax
Eugnophomyia flammeithorax är en tvåvingeart som först beskrevs av Alexander 1949.  Eugnophomyia flammeithorax ingår i släktet Eugnophomyia och familjen småharkrankar.
Artens utbredningsområde är Peru. Inga underarter finns listade i Catalogue of Life.